# A980 road
Die A980 road ist eine A-Straße in Schottland. Sie führt von Banchory am Dee durch die dünnbesiedelten Regionen Aberdeenshires bis nahe Alford am Don.

## Verlauf
Im Zentrum Banchorys zweigt die A980 von der A93 (Perth–Aberdeen) ab. Nachdem sie zunächst für 3,5 Kilometer in nördlicher Richtung verläuft, knickt sie mit der Einmündung der B977 nach Nordwesten ab. Die Straße bindet den Weiler Milton of Campfield an und folgt dann für einige Kilometer dem Lauf des Beltie Burn. Als Hauptstraße führt sie durch Torphins, wo die A980 die B993 kreuzt. Zwei Kilometer westlich quert sie den Beltie Burn und erreicht bald Lumphanan. Sukzessive nach Norden abdrehend kreuzt die Straße die B9119 und folgt dann dem Lauf des Leochel Burn, den sie zweimal quert. Zwei Kilometer westlich von Alford knickt die A980 nach Osten ab und mündet nach einer Gesamtstrecke von 33,5 km in die A944 ein.